# نينا وانغ
نينا وانغ (بالصينية: 龔如心) هي رائدة أعمال صينية، ولدت في 29 سبتمبر 1937 في شانغهاي في الصين، وتوفيت في 3 أبريل 2007 في مصحة ومستشفى هونغ كونغ ‏ في الصين بسبب نوبة قلبية وداء قلبي إقفاري.